# Estación Libres del Sud
Libres del Sud es una estación ferroviaria ubicada en el paraje rural del mismo nombre, en el partido de Chascomús, Provincia de Buenos Aires, Argentina.

## Servicios
La estación era una parada intermedia en el servicio interurbano que se prestaba entre la estación La Plata y Lezama.
No presta servicios de ningún tipo. El ramal fue clausurado en 1977.